# Lê Văn Thới
Lê Văn Thới là giáo sư Hóa học của Việt Nam, ông nổi tiếng với Tủ sách khoa học mang tên ông. Ông là người đề ra bộ nguyên tắc soạn thảo danh từ khoa học chuyên môn ở Miền Nam Việt Nam trước năm 1975.

## Thân thế
Giáo sư Lê Văn Thới sinh ngày 3 tháng 9 năm 1917 tại Thanh Phước, Gò Dầu, tỉnh Tây Ninh. Ông học trường Trung học Pétrus Trương Vĩnh Ký và được học bổng đi Pháp du học. Năm 1942 đậu Cử nhân Giáo Khoa Lý Hóa. Năm 1943 đậu hạng nhất Kỹ sư Hóa học và Cao học Hóa Ứng dụng và Sinh hóa. Năm 1947 đậu Tiến sĩ Quốc gia hạng Tối Danh dự với lởi khen của ban giám khảo.
Từ năm 1947 đến năm 1956, ông là Trưởng ban khảo cứu cây thông của Viện Đại học Bordeaux, Pháp. Năm 1956 đến năm 1958, ông làm Trưởng phòng Khảo cứu Sinh học, Sở khai thác Thuốc lá và Diêm quẹt, Paris, Pháp.
Từ năm 1958 đến năm 1975, ông về làm Khoa trưởng Khoa học Đại học đường Saigon, Trưởng ban Hóa học, Viện trưởng Viện Đại học Saigon, Tổng cục Trưởng Nguyên tử lực Cuộc, Chủ tịch Uy ban Khảo cứu Khoa học, Giám đốc Tủ sách Khoa học.
Ông đặc biệt quan tâm đến việc đặt nền móng cho hệ thống thuật ngữ Việt Nam, tiếp tục công trình mà Hoàng Xuân Hãn đã khởi sự từ năm 1939. Từ năm 1970, ông cùng các đồng nghiệp gây dựng nên Ủy ban Soạn thảo Danh từ Chuyên môn, đề ra nguyên tắc soạn thảo thuật ngữ chuyên môn. Dù bận việc đến đâu, ông cũng vẫn đến chủ trì buổi họp của Ủy ban Danh từ vào mỗi sáng thứ Bảy tại Bộ Giáo dục Sài Gòn.
Năm 1975 - 1983, ông là Đại biểu Quốc hội nước Cộng hòa Xã hội Chủ nghĩa Việt Nam, Giáo sư Đại học Tổng hợp Tp HCM (Đại học Khoa học Tự nhiên), Chủ tịch Hội Trí thức Yêu nước (Liên hiệp các Hội Khoa học Kỹ thuật Tp HCM), Thành viên Hội đồng Thuật ngữ Khoa học Bộ Giáo dục.
Ông mất ngày 31 tháng 7 năm 1983 tại Sài Gòn.

## Công trình nghiên cứu
| STT | Tên sách                                 | Năm     | Xuất bản                        | Mô tả                     | Ngôn ngữ   |
| --- | ---------------------------------------- | ------- | ------------------------------- | ------------------------- | ---------- |
| 1   | Hóa học hữu cơ và cơ cấu                 | 1974    | Khoa học Đại học đường, Sài Gòn |                           | Tiếng Việt |
| 2   | Danh pháp Hóa học hữu cơ                 | 1972    | Khoa học Đại học đường,Sài Gòn  |                           | Tiếng Việt |
| 3   | Les Diterpenes Tricycliques              | chưa in |                                 |                           | Tiếng Pháp |
| 4   | Hóa học Lập thể hữu cơ                   | 1974    | Trung tâm Học liệu, Sài Gòn     | Quyển 1 (Quyển 2 chưa in) | Tiếng Việt |
| 5   | Nguyên tắc soạn thảo danh từ chuyên khoa | 1970    | Trung tâm Học liệu, Sài Gòn     |                           | Tiếng Việt |